# Arthropterus pellax
Arthropterus pellax is een keversoort uit de familie van de loopkevers (Carabidae). In 1924, publiceerde Kolbe voor het eerst de wetenschappelijke naam van deze soort op geldige wijze.